# Coye Francies
Coye Glenn Francies (Bakersfield, 15 novembre 1986) è un ex giocatore di football americano statunitense che ha giocato come defensive back della NFL e nella UFL. Fu scelto nel corso del sesto giro (191º assoluto) del Draft NFL 2009 dai Browns. Al college giocò a football alla Oregon State University e alla San Jose State University.

## Carriera professionistica

### Cleveland Browns
Francies fu scelto nel corso del sesto giro del Draft 2009 dai Browns. Il 15 luglio firmò un contratto quadriennale per un totale di 1.850.500 dollari di cui 100.500 di bonus alla firma. Debuttò nella NFL il 13 settembre 2009 contro i Minnesota Vikings. Il 3 settembre 2010 venne svincolato.
Fece una parentesi nel campionato UFL con i Las Vegas Lokomotives. Rifirmò il 1º dicembre con la squadra di pratica dei Browns. Il 14 dello stesso mese venne promosso nel roster ufficiale terminando la stagione con 2 partite all'attivo.
Il 3 settembre 2011 venne definitivamente svincolato.

### Seattle Seahawks
Il 14 dicembre 2011 firmò con la squadra di pratica con i Seahawks. Il 3 gennaio 2012 rifirmò ma poi il 27 agosto venne svincolato.

### Oakland Raiders
Il 29 agosto venne preso dagli svincolati. Il 6 settembre venne svincolato, ma dopo 6 giorni rifirmò con la squadra di pratica un contratto di un anno per 540.000 dollari. Il 15 dello stesso mese venne promosso nel roster ufficiale della squadra.
Il 13 marzo 2013 firmò un contratto annuale per 630.000 dollari. Il 23 luglio venne svincolato.

## Vittorie e premi
- Nessuno

## Statistiche
| Partite totali      | 23 |
| Partite da titolare | 0  |
| Tackle totali       | 10 |
| Sack fatti          | 2  |
| Intercetti fatti    | 0  |
| Fumble forzati      | 0  |
| Fumble recuperati   | 0  |
| Passaggi deviati    | 1  |

Statistiche aggiornate al termine della stagione 2012